# Parotodus
Parotodus (conosciuto comunemente come falso mako) è un genere estinto di squalo vissuto dall’Eocene inferiore al Pleistocene. I suoi denti fossili, rinvenuti in tutto il mondo, sono particolarmente ricercati dai collezionisti per la loro rarità.
La scarsità dei reperti è probabilmente dovuta al fatto che Parotodus abitava prevalentemente gli oceani aperti, lontani dalle coste. Sebbene la sua classificazione all'interno dei Lamniformes sia stata oggetto di dibattito, molti studiosi ritengono che appartenesse a un clade ormai estinto, come gli Otodontidae o i Cardabiodontidae, di cui sarebbe uno degli ultimi rappresentanti. In passato si pensava che si fosse estinto alla fine del Pliocene, ma ritrovamenti nella Formazione Waccamaw confermano la sua presenza anche nel Pleistocene.

## Descrizione

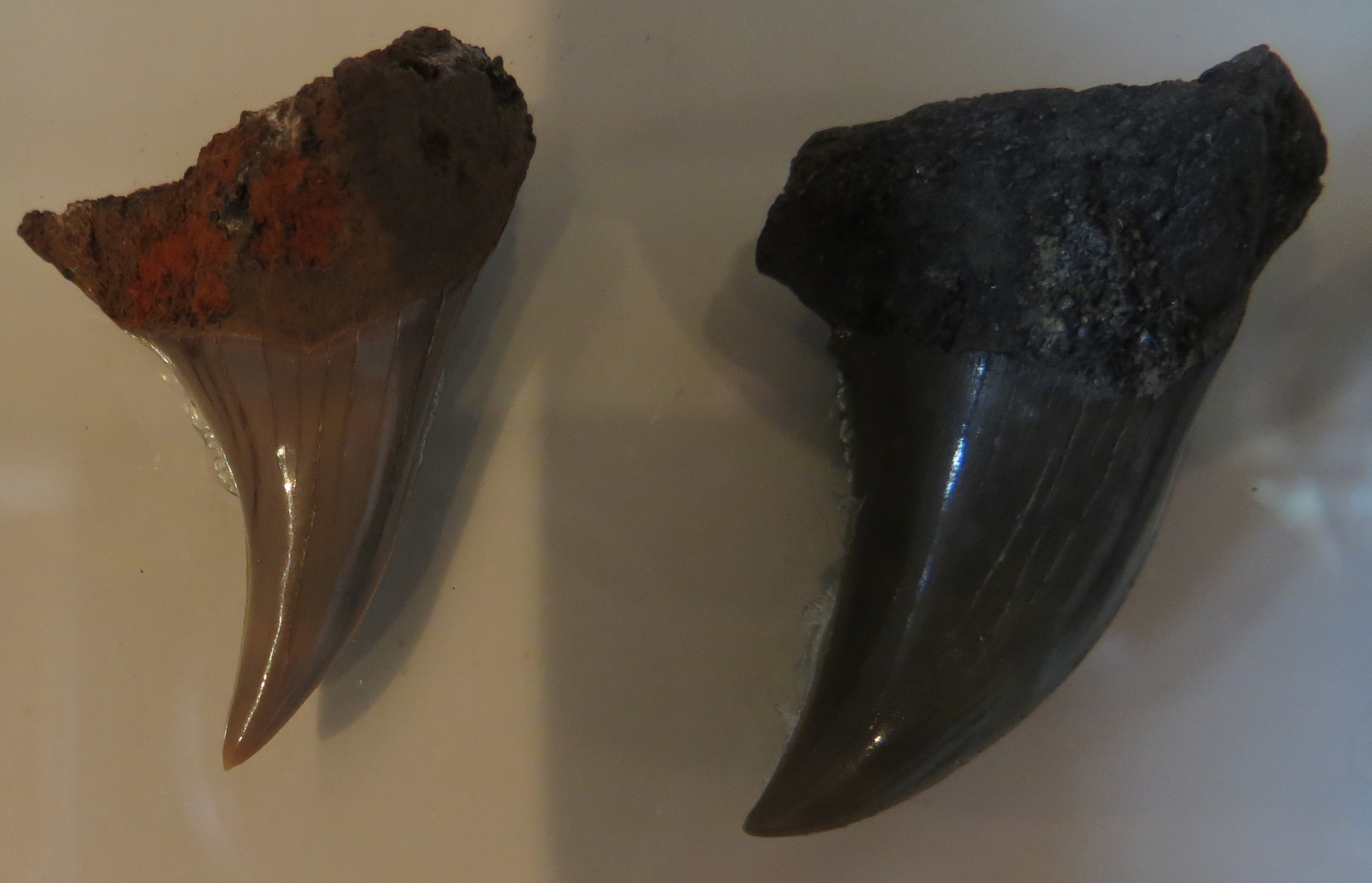
Denti di P. benedenii, Naturalis Biodiversity Center

Apparso inizialmente come uno squalo di piccole dimensioni, Parotodus crebbe progressivamente nel tempo, fino a diventare uno dei più grandi squali del Neogene. Uno studio del 1999 ne stima la lunghezza massima in circa 7,6 m (25 ft).
I denti, ricurvi e robusti, raramente mostrano segni di usura o danni da alimentazione, suggerendo una dieta composta prevalentemente da animali dal corpo molle, tra cui altri squali, forse anche lo squalo megalodonte.

## Classificazione
A causa della scarsità e frammentarietà dei reperti fossili, la collocazione tassonomica di Parotodus resta incerta. Alcuni studi lo collocano tra gli Otodontidae, altri tra i Cardabiodontidae, mentre ulteriori ipotesi lo associano ai Lamnidae o agli Alopiidae.
Attualmente, sono riconosciute tre specie valide:
- P. benedenii (specie tipo)
- P. pavlovi
- P. mangyshlakensis

Tuttavia, alcuni autori, specialmente sostenitori dell'appartenenza di questo genere ai cardabiodontidi, non riconoscono valide le ultime due.
Nel 2017 è stata proposta una quarta specie da Ward, Nakatani e Bernard, scoperta nell’Oligocene del Giappone, ma non ancora formalmente descritta.

## Record fossile
Parotodus è considerato raro nonostante la distribuzione cosmopolita, poiché abitava ambienti pelagici lontani dalle terre emerse. Questo spiega la scarsa frequenza dei reperti in sedimenti terrestri, mentre è più comune in noduli fossili provenienti da aree oceaniche profonde o isole remote.
I suoi fossili sono stati trovati in depositi del Neogene e del Pleistocene nelle Azzorre, Maiorca, Malta, Europa, Madagascar, Kazakistan, Giappone, Corea del Sud, Sudafrica, Nuova Zelanda, Australia, Perù, California, lungo la costa orientale degli Stati Uniti e in sedimenti dragati dall’Oceano Pacifico e Oceano Indiano.